# Kuolemajärvi (sjö i Enare, Lappland, Finland)
Kuolemajärvi eller Jaamisjärvi är en sjö i Finland. Den ligger i kommunen Enare i landskapet Lappland, i den norra delen av landet, 1 000 km norr om huvudstaden Helsingfors. Jaamisjärvi ligger 149,1 meter över havet. Arean är 38,4 hektar och strandlinjen är 5,03 kilometer lång. Sjön  ingår i Pasvik älvs huvudavrinningsområde. 